# Monastère de Petkovica (Stragari)
Pour les articles homonymes, voir Monastère de Petkovica.
Le monastère de Petkovica (en serbe cyrillique :  Манастир Петковица ; en serbe latin :Manastir Petkovica) est un monastère orthodoxe serbe situé près de Stragari, dans le district de Šumadija et sur le territoire de la ville de Kragujevac en Serbie. Il est inscrit sur la liste des monuments culturels de grande importance de la république de Serbie (identifiant no SK 581),.
Le monastère est en activité.

## Localisation
Le monastère de Petkovica est situé sur les pentes du mont Rudnik, au bord de la rivière Srebrenica, près de Stragari.

## Histoire
Le monastère de Petkovica a sans doute été fondé au XIIIe siècle, à l'époque du roi serbe Stefan Dragutin, ainsi qu'en témoigne une fresque caractéristique de la dernière décennie de ce siècle. De même, des travaux de rénovation effectués dans l'église en 2004 ont fait apparaître que sa construction s'est déroulée en deux étapes, l'une à la fin du XIIIe siècle, l'autre au milieu du XIVe siècle, ce qui en fait l'une des plus anciennes églises de l'éparchie de Šumadija. Des sépultures de moines datent également de 1379 et 1453. Le monastère a sans doute été incendié après la chute du despotat de Serbie en 1459 et il fut abandonné.
Le monastère de Petkovica a été renouvelé et reconstruit au début du XXIe siècle ; des temps anciens, outre l'église, subsistent une nécropole et un mur d'enceinte.

## Architecture et fresques
L'église du monastère est construite sur un plan rectangulaire avec une abside semi-circulaire ; le narthex de deux étages, de plan carré à la base, est surmonté d'un clocher. La fresque la mieux conservée de l'église, dans le narthex, représente un grand Christ Pantocrator qui, avec ses couleurs vives, est caractéristique de la peinture de la fin du XIIIe siècle. Dans la nef, on peut également voir une fresque représentant la Dormition de la Mère de Dieu.

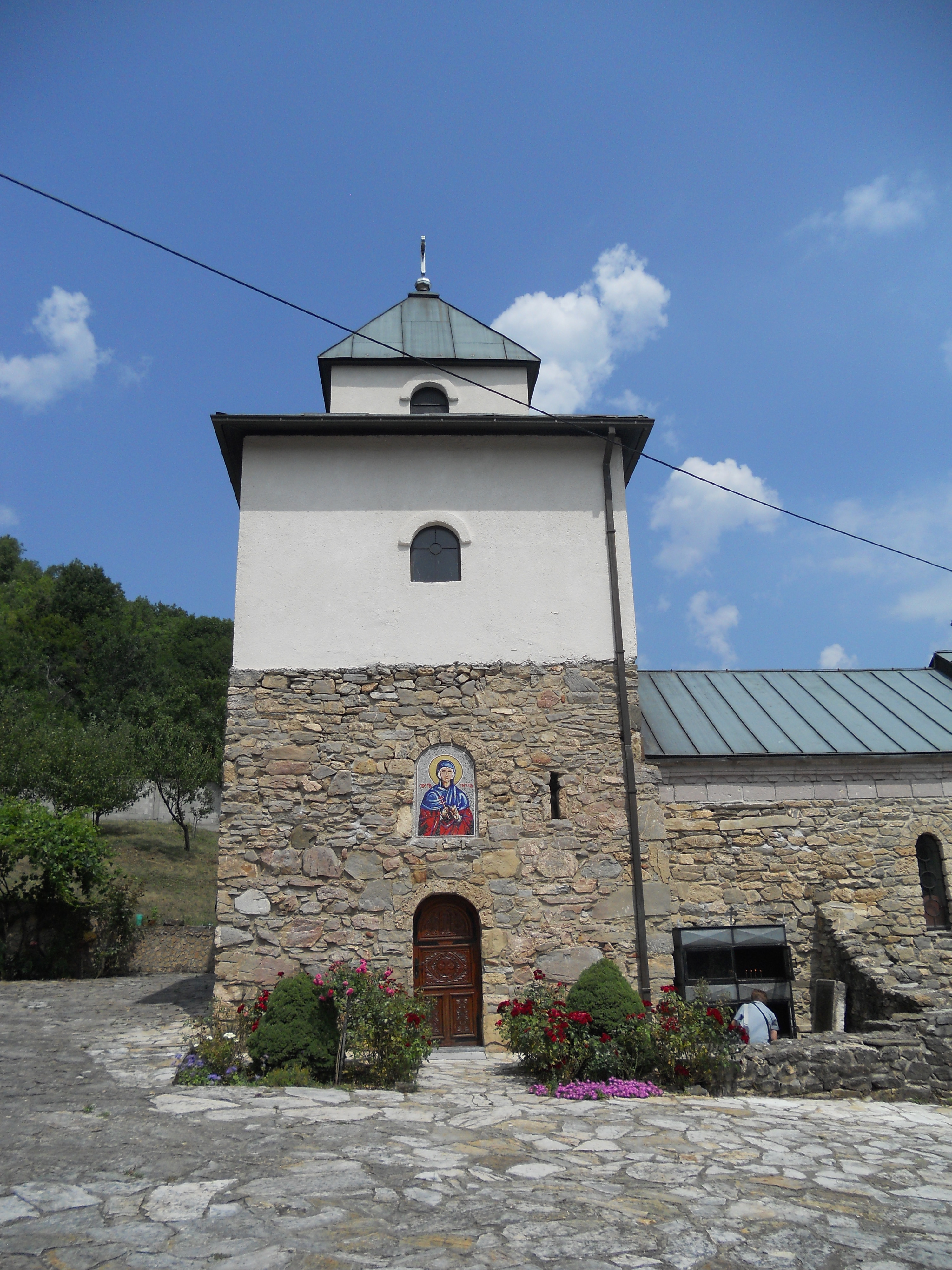
Autre vue de l'église.